# Erioptera (Mesocyphona) splendida
Erioptera (Mesocyphona) splendida is een tweevleugelige uit de familie steltmuggen (Limoniidae). De soort komt voor in het Nearctisch en Neotropisch gebied.